# 625

## Събития
- Битка при Ухуд: Армията на Мека, водена от Абу Суфян ибн Харб, побеждава войските на Мохамед, но не успява да превземе Медина

## Починали
- 25 октомври – Бонифаций V, римски папа